# 仮想コンソール

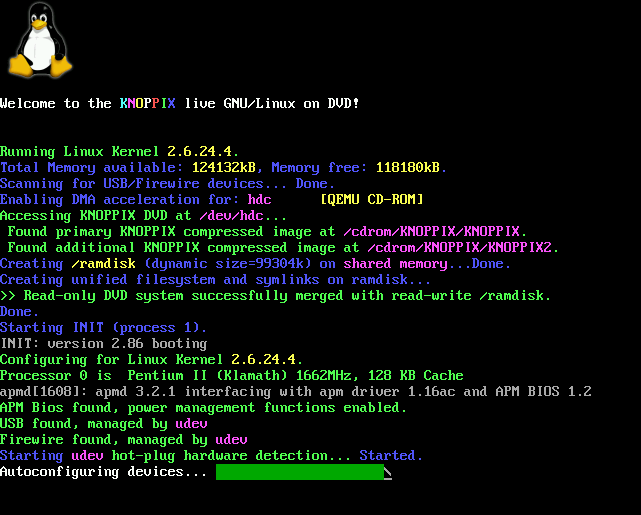
Knoppix のブートメッセージを表示している仮想コンソール

仮想コンソール（かそうコンソール、virtual console）とは、コンピュータのユーザインタフェースにおいて、キーボードとディスプレイの概念的な組み合わせである。UnixWareやLinuxやBSDなどいくつかのオペレーティングシステム (OS) の機能であり、コンピュータのシステムコンソールは独立した複数の仮想コンソールを切り替えることができる。仮想コンソールは1980年代のXenixやコンカレントCP/Mには存在した。
通常、Linuxの場合、最初の6つの仮想コンソール (/dev/tty1〜/dev/tty6) がUnixシェルへのログインプロンプトが表示されたテキストターミナルである。X Window Systemは7番目から始まる(/dev/tty7〜/dev/tty63)。Linuxにおいて、Alt + ファンクションキー（F1など）で切り替えることができる。Alt + 左カーソルキーで前の仮想コンソールに移動し、Alt + 右カーソルキーで次の仮想コンソールへ移動できる。X Window Systemからの切り替えは、Ctrl + Alt + ファンクションキーで行える。（ただし、これらのキーの組み合わせは設定で変更可能）
ほとんどのアプリケーションがX Window Systemなどのグラフィカルフレームワーク上で動き、それぞれのプログラムがウィンドウを持っていて、テキストモードのアプリケーションは端末エミュレータのウィンドウで動く現在、仮想コンソールの必要性は減っている。ユーザの簡易切り替え (fast user switching) や異なるXサーバーでのXアプリのデバッグなど、複数のX Window Systemのログインセッションが同時に並行して動く必要がある場合、通常はそれぞれのXセッションは異なる仮想コンソールで動く。GNU Screenは一つのテキストログインの中で、複数のテキストモードのアプリケーションを動かし、それらを切り替えられるようにするプログラムである。

## 参照
1. ↑  “Trusted path mechanism for virtual terminal environments”.   FreePatentsOnline.com. 2008年4月9日閲覧。
米国特許4945468はXenixをこの分野の先駆者としている